# Port lotniczy Los Angeles

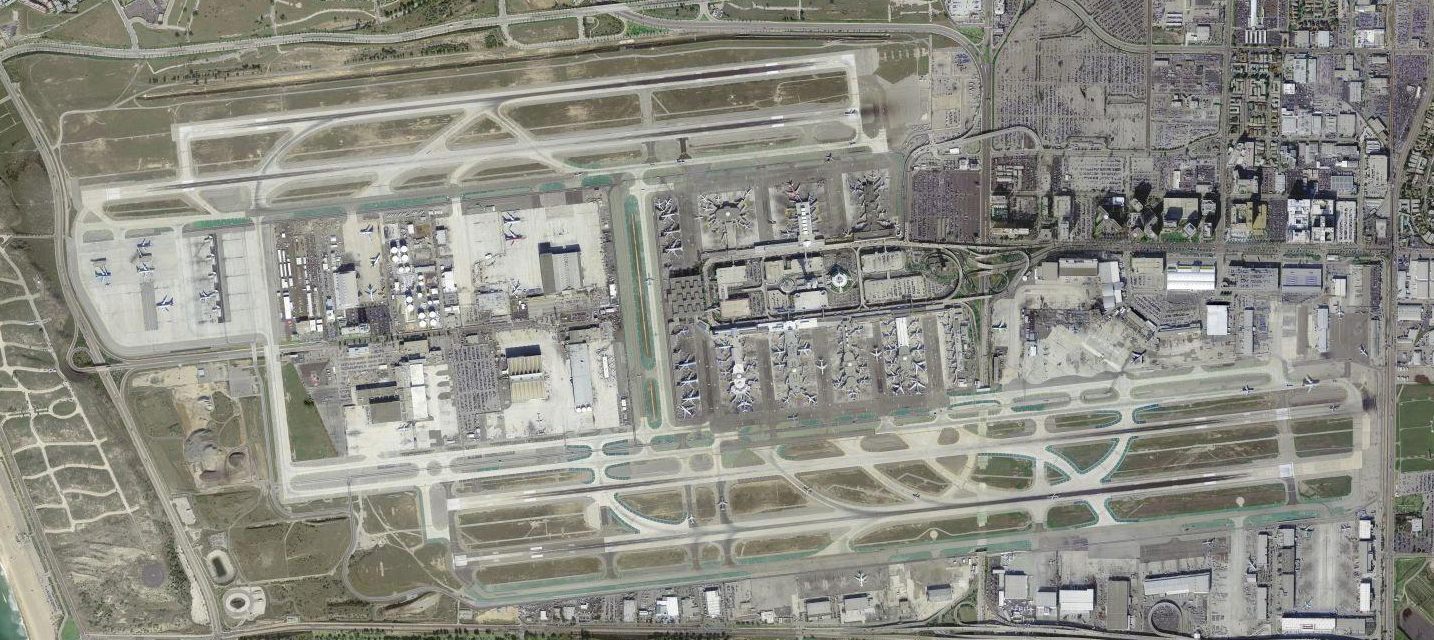
Zdjęcie lotnicze lotniska w 2004 r.

Port lotniczy Los Angeles (IATA: LAX, ICAO: KLAX, FAA LID: LAX), powszechnie nazywany LAX (każda litera odczytywana oddzielnie) – główny międzynarodowy port lotniczy obsługujący Los Angeles i Obszar metropolitalny Los Angeles.
LAX znajduje się w dzielnicy Westchester w Los Angeles, 30 km na południowy zachód od centrum Los Angeles. Lotnisko jest własnością oraz jest zarządzane przez Los Angeles World Airports (LAWA), agencję rządu Los Angeles. LAWA była znana dawniej jako Department of Airports. Powierzchnia lotniska wynosi ok. 1400 ha. LAX posiada cztery równoległe pasy startowe.
W 2019 r. LAX obsłużył 88 068 013 pasażerów, co czyni go trzecim na świecie i drugim najbardziej ruchliwym lotniskiem w Stanach Zjednoczonych po Międzynarodowym Porcie Lotniczym Atlanta – Hartsfield-Jackson. Jako największe i najbardziej ruchliwe międzynarodowe na zachodnim wybrzeżu USA, LAX jest główną międzynarodową "bramą" do Stanów Zjednoczonych, oraz służy jako hub przesiadkowy dla pasażerów podróżujących za granicę. Lotnisko jest hubem lub bazą operacyjną dla największej ilości linii lotniczych w Ameryce. Jest to jedyne lotnisko, które jako hub wyznaczyło aż czterech głównych amerykańskich przewoźników (Alaska, American, Delta i United). Jest również bazą operacyjną dla Air New Zealand, Allegiant Air, Norwegian Air Shuttle, Qantas, Southwest oraz Volaris. Obszar Los Angeles oprócz LAX obsługują również Hollywood Burbank Airport, John Wayne Airport, Port Lotniczy Long Beach i Międzynarodowe Lotnisko w Ontario.

## Historia portu lotniczego

### 1928–1929
W 1928 roku Rada miejska Los Angeles zadecydowała o zagospodarowaniu 260 ha w południowej części dzielnicy Weschester pod budowę lotniska dla miasta. Na początku działalności lotnisko posiadało jeden pas bez żadnego terminala. Nazwano je imieniem agenta nieruchomości, który zorganizował umowę na budowę lotniska. Pierwsza konstrukcja, Hangar nr 1 został wybudowany w 1929 roku i znajduje się w Krajowym Rejestrze Miejsc Historycznych.

### 1930–1970

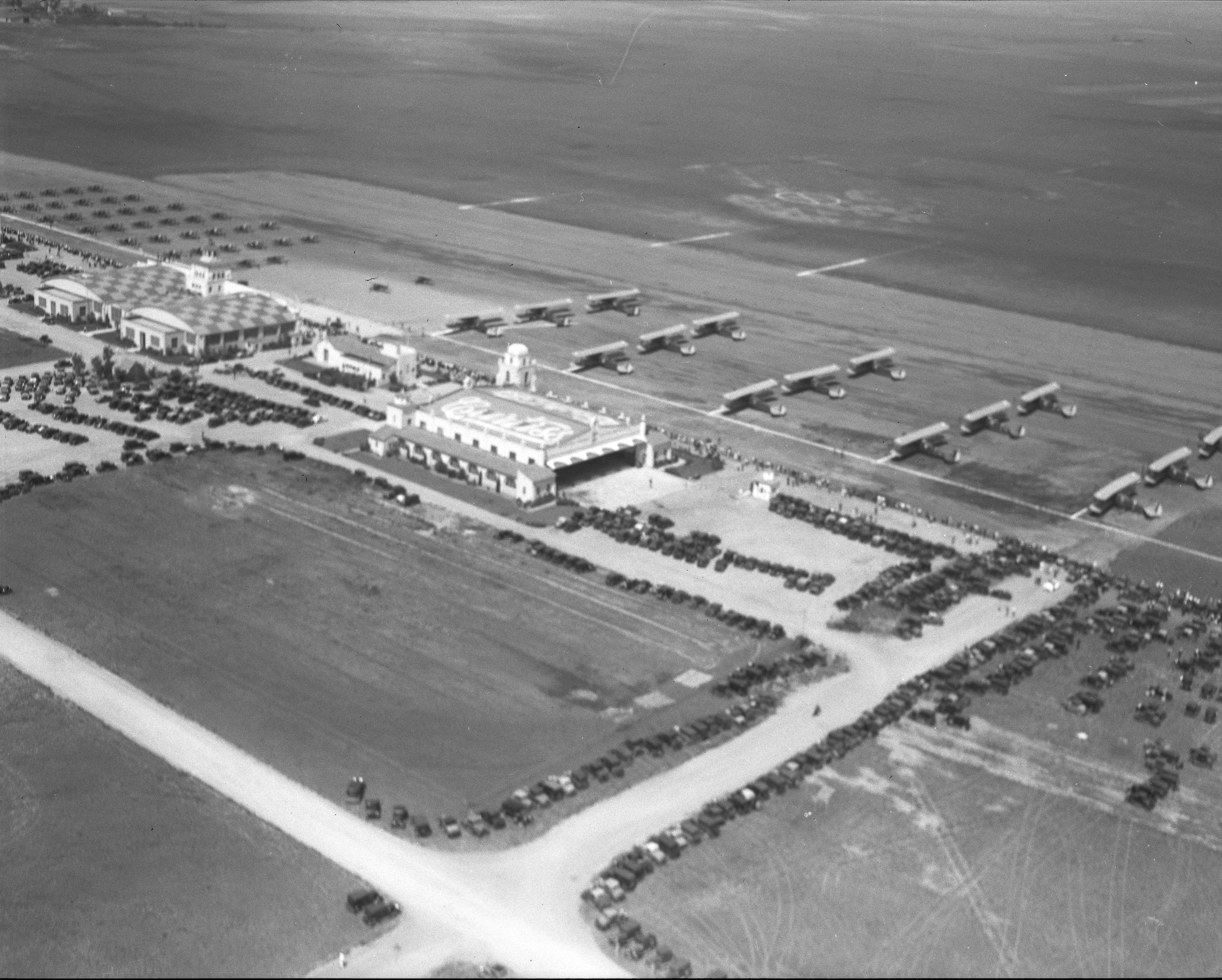
Zdjęcie lotnicze lotniska ok. 1931 r.

Lotnisko Mines Field otwarto oficjalnie w 1930 roku, a miasto wykupiło je w 1937 roku jako lotnisko miejskie. W 1941 r. zmieniono nazwę lotniska na „Los Angeles Airport”. W 1945 r. rozpoczęto budowę tymczasowej infrastruktury, która ostatecznie służyła do obsługi ruchu do 1961 r. W 1949 r. lotnisko zyskało nazwę „Los Angeles International Airport”. W 1953 r. otwarto tunel, którym poprowadzono drogę Sepulveda Boulevard. Pozwoliło to na wydłużenie pasów startowych. W 1961 r. otwarto Central Terminal Area z futurystycznym Theme Building. W tym czasie lotnisko dysponowało 3 pasami startowymi w kierunku wschód-zachód i jednym pasem północ-południe do wykorzystywania podczas wiatrów poprzecznych. W 1970 r. pas poprzeczny został przeznaczony do kołowania, urochomiono natomiast 4 pas startowy równoległy do 3 pozostałych.

### Po 1970
W związku z wyznaczeniem Los Angeles jako gospodarza Letnich Igrzysk Olimpijskich w 1984 r., lotnisko zostało znacząco rozbudowane: powstały 2 nowe terminale, rozbudowano parkingi i wybudowano nową drogę dojazdową na estakadzie. Uruchomiono też dodatkowe terminale tymczasowe.
Rozbudowa lotniska i konieczność obsługi rosnącego ruchu samolotów sprawiły, że wieża kontroli lotów z 1961 r. (52 m wysokości, 28 m2 powierzchni) przestała być wystarczająca i w 1996 r. została zatąpiona nową konstrukcją (84 m wysokości, 58 m2 powierzchni).

## Linie lotnicze i połączenia

### Terminal 1
- Southwest Airlines (Albuquerque, Austin, Chicago-Midway, El Paso, Houston-Hobby, Kansas City, Las Vegas, Nashville, Oakland, Phoenix, Reno, Sacramento, Saint Louis, Salt Lake City, San Antonio, San Jose (Kalifornia), Tucson)
- US Airways (Charlotte, Filadelfia, Las Vegas, Phoenix, Pittsburgh)
  - US Airways Express obsługiwane przez Mesa Airlines (Las Vegas, Puerto Vallarta)

### Terminal 2
- Air Canada (Calgary, Montreal, Toronto-Pearson, Vancouver)
  - Air Canada Jazz (Edmonton)
- Air China (Pekin)
- Air France (Paryż-Charles de Gaulle)
- Air New Zealand (Apia, Auckland, Londyn-Heathrow, Nadi, Nukuʻalofa, Raratonga, Sydney)
- Avianca (Bogotá)
- Hawaiian Airlines (Honolulu)
- KLM (Amsterdam)
- Northwest Airlines (Detroit, Honolulu, Indianapolis, Las Vegas, Manila, Memphis, Minneapolis/St. Paul, Tokio-Narita)
- TACA (Gwatemala, Managua [sezonowo], San Salvador)
  - Lacsa (San Jose (Kostaryka))
- Virgin Atlantic Airways (Londyn-Heathrow)
- V Australia (Sydney) [od 15 grudnia]
- WestJet (Calgary, Toronto-Pearson)

### Terminal 3
- AirTran Airways (Atlanta, Baltimore/Waszyngton, Indianapolis [sezonowo], Milwaukee [sezonowo])
- Alaska Airlines (Anchorage, Cancun, Guadalajara, Ixtapa/Zihuantejo, La Paz, Loreto, Manzanillo, Mazatlán, Meksyk, Portland, Puerto Vallarta, San Francisco, San Jose del Cabo, Seattle/Tacoma, Vancouver, Waszyngton-Reagan)
  - Horizon Air (Boise, Eugene, Eureka, Flagstaff, Loreto, Medford, Portland, Prescott, Redding, Redmond, Reno, Santa Rosa, Spokane, Sun Valley)
- Frontier Airlines (Denver)
- Midwest Airlines (Kansas City, Milwaukee)
- Spirit Airlines (Detroit, Fort lauderdale)
- Sun Country Airlines (Minneapolis/St. Paul)

### Terminal 4
- American Airlines (Austin, Boston, Chicago-O’Hare, Dallas/Fort Worth, Denver, Fort Lauderdale, Honolulu, Kahului, Kona, Las Vegas, Lihue, Londyn-Heathrow, Miami, Nashville, Nowy Jork-JFK, Newark, Orlando, San Antonio, San Francisco, San Jose (Kostaryka), San Jose del Cabo, San Juan, San Salvador, Saint Louis, Tokio-Narita, Toronto-Pearson, Vail/Eagle [sezonowo], Waszyngton-Dulles)
  - American Eagle Airlines (Fayetteville, Fresno, Las Vegas, Monterey, San Diego, San Jose (Kalifornia), San Luis Obispo, Santa Barbara)
- Qantas (Sydney)

### Terminal 5
- Aeroméxico (Aguascalientes, Guadalajara, León, Meksyk)
  - Aeroméxico Connect (Culiacán, Hermosillo, Monterrey)
- Air Jamaica (Montego Bay)
- ITA Airways (Rzym-Fiumicino)
- Delta Air Lines (Acapulco [sezonowo], Anchorage [sezonowo], Atlanta, Boston, Cancun, Cincinnati, Columbus, Guadalajara, Gwatemala, Hartford/Springfield, Honolulu, Kahului, Kona [od 5 czerwca], Liberia, Lihue [od 5 czerwca], Nowy Orlean, Nowy Jork-JFK, Orlando, Puerto Vallarta, Salt Lake City, Tampa)
  - ExpressJet Airlines (Boise, Culiacan, Denver, Eugene, Hermosillo, La Paz, Las Vegas, Los Mochis, León, Loreto, Mazatlan, Manzanillo, Oakland, Phoenix, Portland, Reno, Sacramento, San Francisco, San Jose (Kalifornia), Seattle/Tacoma, Spokane, Torreón, Tucson, Zacatecas)
  - SkyWest (Salt Lake City)

### Terminal 6
- United Airlines (Cleveland, Honolulu, Houston-Intercontinental, Newark)
- Copa Airlines (Panama)
- Delta Air Lines (Patrz Terminal 5)
- United Airlines (Patrz Terminal 7)
- Virgin America (Nowy Jork-JFK, San Francisco, Seattle/Tacoma, Waszyngton-Dulles)

### Terminal 7
- United Airlines (Baltimore/Waszyngton, Boston, Cancun [sezonowo], Chicago-O’Hare, Denver, Frankfurt, Gwatemala, Ho Chi Minh, Hongkong, Honolulu, Jackson Hole, Kahului, Kona, Lihue, Londyn-Heathrow, Melbourne, Meksyk, Nowy Orlean, Nowy Jork-JFK, Newark, Orlando, Filadelfia, Portland, Sacramento, San Francisco, Seattle/Tacoma, Sydney, Tokio-Narita, Waszyngton-Dulles)
  - Ted (Cancun, Ixtapa/Zihuantejo, Las Vegas, Los Cabos, Nowy Orlean)

### Terminal 8
- United Airlines
  - SkyWest (Albuquerque, Aspen [sezonowo], Austin, Bakersfield, Boise, Carlsbad, Colorado Springs, Dallas/Fort Worth, Des Moines, Fresno, Imperial, Inyokern, Modesto, Monterey, Montrose [sezonowo], Oakland, Oklahoma City, Ontario, Oxnard, Palm Springs, Phoenix, Portland, Reno, Sacramento, Salt Lake City, San Antonio, San Diego, San Jose (Kalifornia), San Luis Obispo, Santa Barbara, Santa Maria, Seattle/Tacoma, St. George, Tucson, Tulsa, Vancouver, Wichita, Yuma)

### Terminal Tom Bradley International
- Aer Lingus (Dublin)
- Aerofłot (Moskwa-Szeremietiewo)
- Air Berlin (Berlin-Tegel, Düsseldorf)
- Air India (Bombaj, Delhi, Frankfurt)
- Air Pacific (Nadi)
- Air Tahiti Nui (Papeete, Paryż-Charles de Gaulle)
- Alaska Airlines (Meksyk)
- All Nippon Airways (Tokio-Narita)
- Asiana (Seul-Incheon)
- British Airways (Londyn-Heathrow)
- Cathay Pacific (Hongkong)
- China Airlines (Tajpej-Taiwan Taoyuan)
- China Eastern Airlines (Shenyang-Taoxian [od 18 grudnia 2018][7], Szanghaj-Pudong)
- China Southern Airlines (Guangzhou)
- Copa Airlines
- El Al Israel Airlines (Chicago, Nowy Jork, Tel Awiw-Ben Gurion)
- Emirates (Dubaj) [od 1 września]
- EVA Air (Tajpej-Taiwan Taoyuan)
- Finnair (Helsinki)
- Japan Airlines (Tokio-Narita)
- Korean Air (São Paulo-Guarulhos, Seul-Incheon, Tokio-Narita)
- LAN Airlines (Lima, Santiago)
  - LAN Perú (Lima, São Paulo-Guarulhos)
- LOT (Warszawa)
- Lufthansa (Frankfurt, Monachium)
- Mexicana (Cancun, Culiacan, Guadalajara, León, Los Cabos, Mazatlan, Meksyk, Monterrey, Morelia, Zazatecas)
- Norwegian Air Shuttle (Barcelona, London–Gatwick, Madrid, Paris–Charles de Gaulle, Copenhagen, Oslo–Gardermoen, Rome–Fiumicino, Stockholm–Arlanda)
- Philippine Airlines (Manila)
- Qantas (Auckland, Brisbane, Melbourne, Sydney)
- Shanghai Airlines (Szanghaj-Pudong) [od 2009]
- Singapore Airlines (Singapur, Tajpej-Taiwan Taoyuan, Tokio-Narita)
- Swiss International Air Lines (Zurych)
- Thai Airways International (Bangkok-Suvarnabhumi)
- Turkish Airlines (Stambuł-Atatürk)

### Czartery
- Interstate Jet
- Miami Air
- Omni Air International
- World Airways
- PrivatAir